# Cene Prevc
Cene Prevc, gostinec in nekdanji slovenski smučarski skakalec, * 12. marec 1996.
Uspeh kariere je dosegel s srebrno medaljo na ekipni tekmi Zimskih olimpijskih iger 2022 v Pekingu. V svetovnem pokalu je dosegel eno uvrstitev na stopničke na posamičnih tekmah ter eno zmago in še pet uvrstitev na stopničke na ekipnih tekmah.

## Športna kariera
V kontinentalnem pokalu je prvo uvrstitev na stopničke dosegel 9. septembra 2012, ko je v Lillehammerju osvojil drugo mesto. V sezoni 2013/14 se je še trikrat uvrstil na stopničke v kontinentalnem pokalu. 21. marca 2014 je prvič nastopil na tekmi svetovnega pokala na Bloudkovi velikanki v Planici in tudi prvič osvojil točke s šestnajstim mestom. 1. avgusta 2014 je dosegel svojo prvo zmago v kontinentalnem pokalu na tekmi v Wisłi.
V sezoni 2016-17 se je po enoletni odsotnosti vrnil na tekme najvišjega ranga. 30. decembra je v nemškem Oberstdorfu na prvi tekmi Novoletne turneje dosegel osmo mesto in s tem prvo uvrstitev med najboljšo deseterico.
V sezonah 2017–18 in 2018/19 ni več našel priključka v svetovni pokal in je nastopal le na nižjih ravneh tekmovanja. Tudi tam ni pokazal večjih rezultatov. V Planici je leta 2019 nastopil kot predskakalec. Pri enem od poletov se mu je nesrečno odpela smučka, pri tem se ni poškodoval. V sezonah 2019-20 in 2020-21 je ponovno nastopal v svetovnem pokalu in redno osvajal točke. Oktobra 2022 je oznanil konec kariere.

## Zanimivosti
Delal je v več lokalih, v Dolenji vasi, Kranju, Ljubljani in Kranjski gori. Od junija 2023 je z Matejem Kavčičem najemnik škofjeloške kavarne in slaščičarne Homan.Od decembra 2024 deluje kot strokovni komentator na RTV Slovenija za smučarske skoke.

## Družina
Njegovi sorojenci Peter, Domen in Nika so tudi smučarski skakalci. Najmlajša sestra Ema (2009) se ne ukvarja s skoki. Oče Božidar je sodnik pri smučarskih skokih in se ukvarja s pohištvom. 
11. maja 2024 se je poročil z Julijo-Patricijo Novak. Cerkveni obred je bil v nevestini župniji, v cerkvi sv. Jakoba v Lešah pri Tržiču (Župnija Tržič-Bistrica), poročil pa ju je župnik ženinove Župnije Selca, Damjan Prošt. Civilna poroka je bila v Cerkljah na Gorenjskem. Pela jim je Maja Keuc.

## Dosežki v svetovnem pokalu

### Uvrstitve po sezonah
| Sezona  | Skupno | Poleti | Novoletna | Raw Air |
| ------- | ------ | ------ | --------- | ------- |
| 2012-13 | –      | –      | –         | N/A     |
| 2013-14 | 70.    | –      | –         | N/A     |
| 2014-15 | 59.    | –      | –         | N/A     |
| 2015-16 | –      | –      | –         | N/A     |
| 2016-17 | 32     |        | 24.       |         |